# 레이겐 아라타카
레이겐 아라타카(일본어: 霊幻 新隆)는 《모브 사이코 100》에 등장하는 등장인물이며 자신을 '영 능력자'라고 소개하지만, 사실 초능력과 관련된 능력은 일절없고 실질적으로는 사기꾼이다.

## 소개
신장 179cm, 체중 66.1kg 혈액형 O 형 생일 10월 10일, 천칭자리. 쥐띠. 28세.

'영 등등 상담소(霊とか相談所)'라는 심령 현상에 관해 상담소를 운영하고 있다. 하지만 레이겐 본인은 영 능력이 존재하지 않아 거의 사기에 가깝다. 4년 전에 다니던 회사를 그만두고 상담소를 시작했지만, 매일 같은 마사지 업무에 질려 그만둘까 생각하고 있을 무렵 초능력에 대해 상담하러 방문한 초등학생 카게야마 시게오(모브)와 만난다. 이후 모브를 잘 구슬려서 모브에게 '스승'으로 불리며, 자신이 통제할 수 없는 귀신의 제령을 맡기고 있다. 약삭빠르며 통찰력과 판단력이 좋은 편으로 처세술에 능하다. 영 능력자로 일하고 있지만 컴퓨터 CG, 마사지 술, 뛰어난 언변 등 영 능력과 관련 없는 일에서 능력을 펼치고 있다. '손톱' 편에서 모브에게 일시적으로 모든 초능력을 넘겨받은 영향으로 보통 사람은 보이지 않는 에쿠보가 보이게 되었다. 초능력을 가지고 있는 것처럼 거짓말을 꾸며 모브가 초능력으로 해결한 일로 돈을 벌며 대신 시급 300円(엔)으로 아르바이트를 시키는 등 사기꾼의 모습을 보이는 한편, 성실하고 강한 힘을 가졌어도 여러 가지로 미숙한 모브에게 때때로 주변인들이 해주지 못하는 조언과 말로 모브에 좋은 영향을 주는 멘토의 역할을 하고 레이겐 또한 모브에게 좋은 영향을 받으며 성장한다.